# Эрбендорф
Эрбендорф (нем. Erbendorf) — город и городская община в Германии, в земле Бавария. 
Подчинён административному округу Верхний Пфальц. Входит в состав района Тиршенройт.  Население составляет 5257 человек (на 31 декабря 2010 года). Занимает площадь 67,55 км². Официальный код  —  09 3 77 116.
Город подразделяется на 23 городских района.

## Население
По оценке на 31 декабря 2015 года население общины Эрбендорф составляет 5150 чел. 

| Дата      | 1840 | 1871 | 1900 | 1925 | 1939 | 1950 | 1961 | 1970 | 1987 | 2011 |
| --------- | ---- | ---- | ---- | ---- | ---- | ---- | ---- | ---- | ---- | ---- |
| Население | 3669 | 3658 | 3076 | 3410 | 3510 | 4730 | 4647 | 5157 | 4964 | 5220 |

| Год       | 1960 | 1970 | 1980 | 1990 | 2000 | 2009 | 2010 | 2011 | 2012 | 2013 | 2014 | 2015 |
| --------- | ---- | ---- | ---- | ---- | ---- | ---- | ---- | ---- | ---- | ---- | ---- | ---- |
| Население | 4601 | 5212 | 4844 | 5107 | 5367 | 5341 | 5257 | 5199 | 5215 | 5158 | 5136 | 5150 |